# Malagón
Malagón é um município da Espanha na província de Ciudad Real, comunidade autónoma de Castilla-La Mancha, de área 365 km² com população de 8124 habitantes (2007) e densidade populacional de 21,85 hab/km².

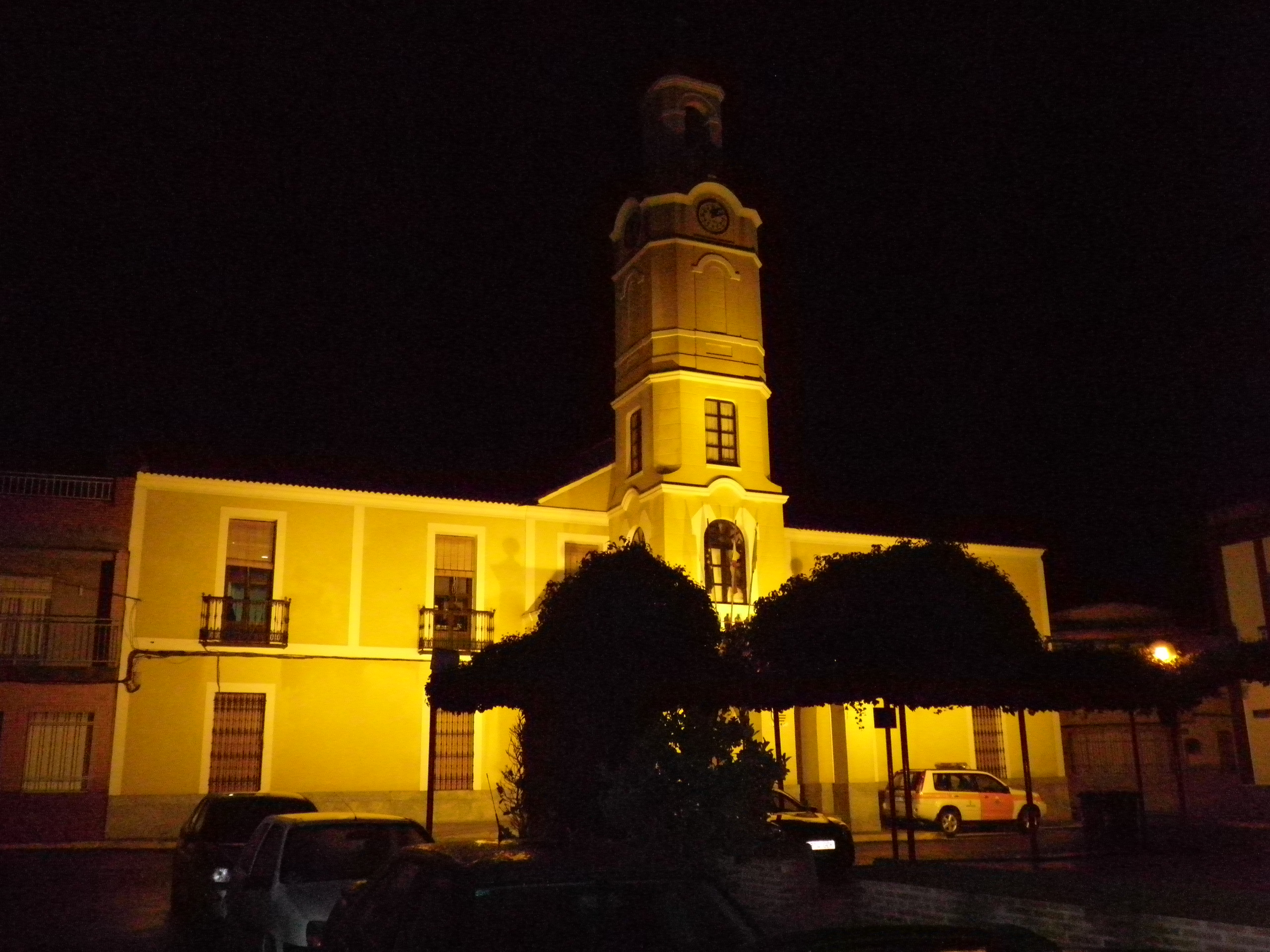
Prefeitura de Malagón.

## Demografia
| Variação demográfica do município entre 1991 e 2004 | Variação demográfica do município entre 1991 e 2004 | Variação demográfica do município entre 1991 e 2004 | Variação demográfica do município entre 1991 e 2004 |
| --------------------------------------------------- | --------------------------------------------------- | --------------------------------------------------- | --------------------------------------------------- |
| 1991                                                | 1996                                                | 2001                                                | 2004                                                |
| 7888                                                | 8197                                                | 8033                                                | 7964                                                |